# Dmitri Kozlov
Dimitri Timoféyevich Kozlov (en ruso: Дми́трий Тимофе́евич Козло́в; Razguliaika, Imperio ruso, 11 de octubrejul./ 23 de octubre de 1896greg. - Minsk, Unión Soviética, 6 de diciembre de 1967) fue un líder militar soviético que combatió durante la Segunda Guerra Mundial donde alcanzó el grado militar de teniente general (1943). Tuvo un destacado papel, sobre todo durante las primeras fases de la guerra, especialmente durante la batalla de la península de Kerch que terminó en un desastre para el Ejército Rojo, razón por la cual fue destituido y degradado. Aunque posteriormente se le concedió el mando del 24.º Ejército con el que combatió al comienzo de la batalla de Stalingrado. En agosto de 1943, fue enviado al Lejano Oriente ruso como subcomandante del Frente Transcaucásico puesto en el que permaneció el resto de la guerra. 

## Biografía

### Infancia y juventud
Dimitri Kozlov nació el 23 de octubre de 1896 en la pequeña localidad rural de Razgulyayka, en la gobernación de Nizhni Nóvgorod (actualmente situado en el óblast de Nizhni Nóvgorod, en Rusia) en el seno de una familia de campesinos rusos. En 1915 abandonó la escuela para alistarse en el Ejército Imperial ruso.
Durante la Primera Guerra Mundial fue llamado al servicio militar y se alistó en el 211.º regimiento de reserva de infantería. En octubre de 1916 fue enviado al frente en el ejército. Donde luchó integrado en el 150.º Regimiento de Fusileros Taman de la 38.ª División de Fusileros en los Frentes Occidental y Norte. En mayo de 1917 fue enviado a la escuela de suboficiales del Frente Norte en la ciudad de Gátchina, al graduarse en septiembre de 1917 fue asignado al 298.° Regimiento de Fusileros, acantonado en el óblast de Vítebsk, después de la Revolución de Octubre en noviembre de 1917 fue elegido por los soldados como miembro de la compañía y comités de regimiento de diputados de soldados. En febrero de 1918 fue desmovilizado.
En junio de 1918, fue nuevamente reclutado esta vez en las filas del Ejército Rojo y nombrado comandante militar de la oficina de registro y alistamiento militar del volost de Staro-Akhmatovsky del distrito de Sergach de la provincia de Nizhni Nóvgorod. En marzo de 1919, fue nombrado asistente del comisario militar de la oficina de registro y alistamiento militar del distrito de Sergach y presidente de la comisión de lucha contra la deserción. Desde octubre del mismo año, fue comandante de batallón y comandante asistente del 2.º regimiento de fusileros de la brigada independiente de Ufá. Participó en combate contra las tropas del almirante Aleksandr Kolchak. Desde enero de 1920 estuvo al mando del 526.º Regimiento de Fusileros de la 59.ª División de Fusileros, en este puesto y como parte del grupo de fuerzas Semipalatinsk, participó en la derrota de los remanentes de los destacamentos de cosacos blancos del atamán Aleksandr Dútov y de las tropas del ejército de Semirechensk del atamán Boris Annenkov.
A principios de julio de 1920, después de la disolución de la división, el 526.° Regimiento de Fusileros bajo el mando de Kozloz pasó a formar parte de la 3.ª División de Fusileros del Turquestán y se reorganizó en el 22.º Regimiento de Fusileros. El regimiento luchó contra los Basmachí en la región de Ferganá. En mayo de 1921, la división pasó a formar parte de la 2.ª División de Fusileros de Turquestán y el regimiento se reorganizó en el 16.º Regimiento de Fusileros. En febrero de 1923, el Consejo Militar Revolucionario de la URSS, a propuesta del Consejo Militar del Frente de Turkestán concedió a Kozlov la Orden de la Bandera Roja por el servicio militar prestado durante la guerra civil.

### Periodo de entreguerras
En 1924 se graduó de la Escuela Superior de Tiro Táctico de Vystrel del Estado Mayor del Comintern del Ejército Rojo y en septiembre de ese año fue nombrado comandante del 109.° Regimiento de Infantería de la 37.° División de Fusileros del Distrito Militar de Bielorrusia. En octubre de 1925 fue enviado a estudiar y en 1928 se graduó en la Academia Militar Frunze. En julio de 1928, fue ascendido a jefe de Estado Mayor de la 46.º División de Fusileros del Distrito Militar de Ucrania (Kiev). Desde noviembre de 1930, ejerció como director de la Escuela de Infantería de Kiev. Luego, en enero de 1931, fue asignado como comandante militar a la 44.º División de Fusileros de Kiev. La división bajo su mando se convirtió en una de las mejores del Ejército Rojo en cuanto a entrenamiento de combate, por lo que, en 1936, recibió la Orden de Lenin. En julio de 1937, fue nombrado comandante del 8.º Cuerpo de Fusileros del Distrito Militar de Kiev, puesto en el que permaneció hasta septiembre de 1937 cuando fue destituido de su cargo y hasta agosto de 1938, sin nuevo nombramiento, estuvo a disposición de la Dirección de Estado Mayor del Ejército Rojo, luego fue destinado a la Dirección de Entrenamiento de Combate del Ejército Rojo.
En diciembre de 1938, fue nombrado profesor titular del Departamento de Tácticas Generales de la Academia Militar Frunze. En septiembre de 1939, se convirtió en director de los cursos superiores de entrenamiento táctico y de tiro, conocidos como cursos Vistrel, para oficiales de infantería. A finales de diciembre de 1939, fue nombrado comandante del 1.º Cuerpo de Fusileros, al frente del cual participó en la Guerra de Invierno. En abril de 1940 fue subcomandante del Distrito Militar de Odesa. Al mismo tiempo, entre junio y julio de 1940, fue subcomandante del 9.º Ejército del Frente Sur, con el que participó en la ocupación soviética de Besarabia y el norte de Bucovina. En diciembre de 1940, fue nombrado jefe de la Dirección Principal de Defensa Aérea del Ejército Rojo, posteriormente, en enero de 1941, fue devuelto a las fuerzas terrestres y nombrado comandante de las tropas del Distrito Militar de Transcaucasia.

### Segunda Guerra Mundial
En enero de 1941 fue nombrado comandante de las tropas del Distrito Militar de Transcaucasia y cuando se produjo la invasión alemana de la Unión Soviética, en agosto de 1941, sobre la base de las tropas del distrito, se formó el Frente Transcaucásico con el objetivo de cubrir las fronteras con Irán y Turquía, y defender la costa del Mar Negro del Cáucaso. El 25 de agosto de 1941, Kozlov al mando de los ejércitos 44.º y 47.º del Frente Transcaucasiano, junto con el 53.º Ejército del Distrito Militar de Asia Central al mando del mayor general Mijaíl Kazakov, participó en la invasión anglosoviética de Irán. El 30 de diciembre, el Frente Transcaucásico pasó a llamarse Frente del Cáucaso.

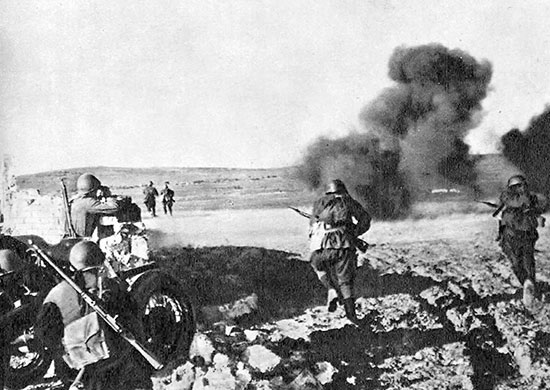
Tropas soviéticas durante la Batalla de la península de Kerch en 1942

Entre el 25 de diciembre de 1941 y el 2 de enero de 1942, las tropas del frente llevaron a cabo la operación de desembarco Kerch-Feodosia, como resultado de la cual las tropas soviéticas liberaron la península de Kerch y obligaron al Alto Mando alemán a desviar parte de sus tropas del sitio de Sebastopol, lo que sin duda mejoró la situación de las tropas sitiadas, pero fueron incapaces de continuar con el avance y levantar completamente el sitio de la ciudad, que era, en definitiva, el objetivo prioritario. El 28 de enero de 1942, el Frente del Cáucaso se dividió en el Frente de Crimea y el nuevamente reconstituido Distrito Militar de Transcaucasia (ZakVO), el teniente general Kozlov asumió el mando de las tropas del primero. En mayo de 1942, las tropas alemanas del 11.º Ejército a las órdenes de Erich von Manstein lanzaron la operación Caza de la Avutarda. Manstein utilizó una gran concentración de poder aéreo, divisiones de infantería fuertemente armadas, bombardeos concentrados de artillería y asaltos anfibios para romper el frente soviético en su parte sur, en 210 minutos giró hacia el norte con la 22.ª División Panzer para rodear al  51.º Ejército soviético el 10 de mayo y aniquilarlo el 11 de mayo. Los restos de los 44.° y 47.º ejércitos soviéticos fueron perseguidos hasta Kerch, donde los últimos focos de resistencia soviética organizada fueron destruidos mediante una enorme concentración de fuego de artillería y de ataques aéreos alemanes antes del 19 de mayo. Debido a la debacle sufrida por las tropas bajo su mando, Kozlov fue destituido de su cargo y degradado a mayor general.

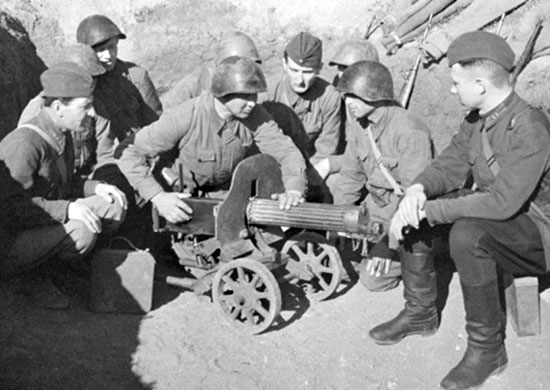
Soldados soviéticos del Frente de Crimea con una ametralladora Maxim M1910 durante una pausa en los combates en 1942

Entre junio y agosto de 1942, comandó el 6.º y posteriormente el 9.º ejércitos de reserva del Cuartel General del Mando Supremo, que a finales de agosto pasó a llamarse 24.º Ejército, incluido en el Frente de Stalingrado, con este ejército participó en las primeras fases de la batalla de Stalingrado. Durante septiembre, sus tropas llevaron a cabo una operación ofensiva con el objetivo de detener el avance alemán que se había abierto paso hacia el Volga al norte de Stalingrado, lo que obligó al mando alemán a desviar una parte significativa de las fuerzas del 6.º Ejército hacia el norte, lo que debilitó el avance principal alemán a Stalingrado.
En de octubre de 1942, fue nombrado, primero asistente, y luego subcomandante para la formación del Frente del Vorónezh. Entre enero y marzo de 1943, dirigió las acciones del ala izquierda del frente durante las operaciones: ofensiva Ostrogozhsko Rossoshansk, la ofensiva Vorónezh-Kastórnoe y finalmente durante la tercera batalla de Járkov. El 19 de enero de 1943 fue nuevamente ascendido al rango militar de teniente general. En mayo de 1943 estuvo a disposición de la Dirección General de la NKO, hasta el 9 de mayo en que fue enviado como representante del Cuartel General del Mando Supremo (Stavka) al Frente de Leningrado, puesto en el que permaneció hasta el 15 de julio de 1943.
En agosto de 1943, fue nombrado subcomandante de las tropas del Frente Transcaucásico. En esta posición, participó en la batalla de Manchuria de 1945, por lo que fue condecorado con la Orden de la Bandera Roja y la Orden de la Bandera Roja de la República Popular de Mongolia.

### Posguerra
Después de la guerra, en septiembre de 1945, fue nombrado subcomandante de las tropas del Distrito Militar del Transbaikal-Amur para unidades de combate, desde mayo de 1947 hasta abril de 1948, en el mismo puesto en el Distrito Militar del Transbaikal. En 1949 se graduó de los Cursos Académicos Superiores de la Academia Militar Superior de Voroshilov. En febrero de 1949, fue nombrado subcomandante del distrito militar de Bielorrusia. A finales de junio de 1954 pasó a la reserva.

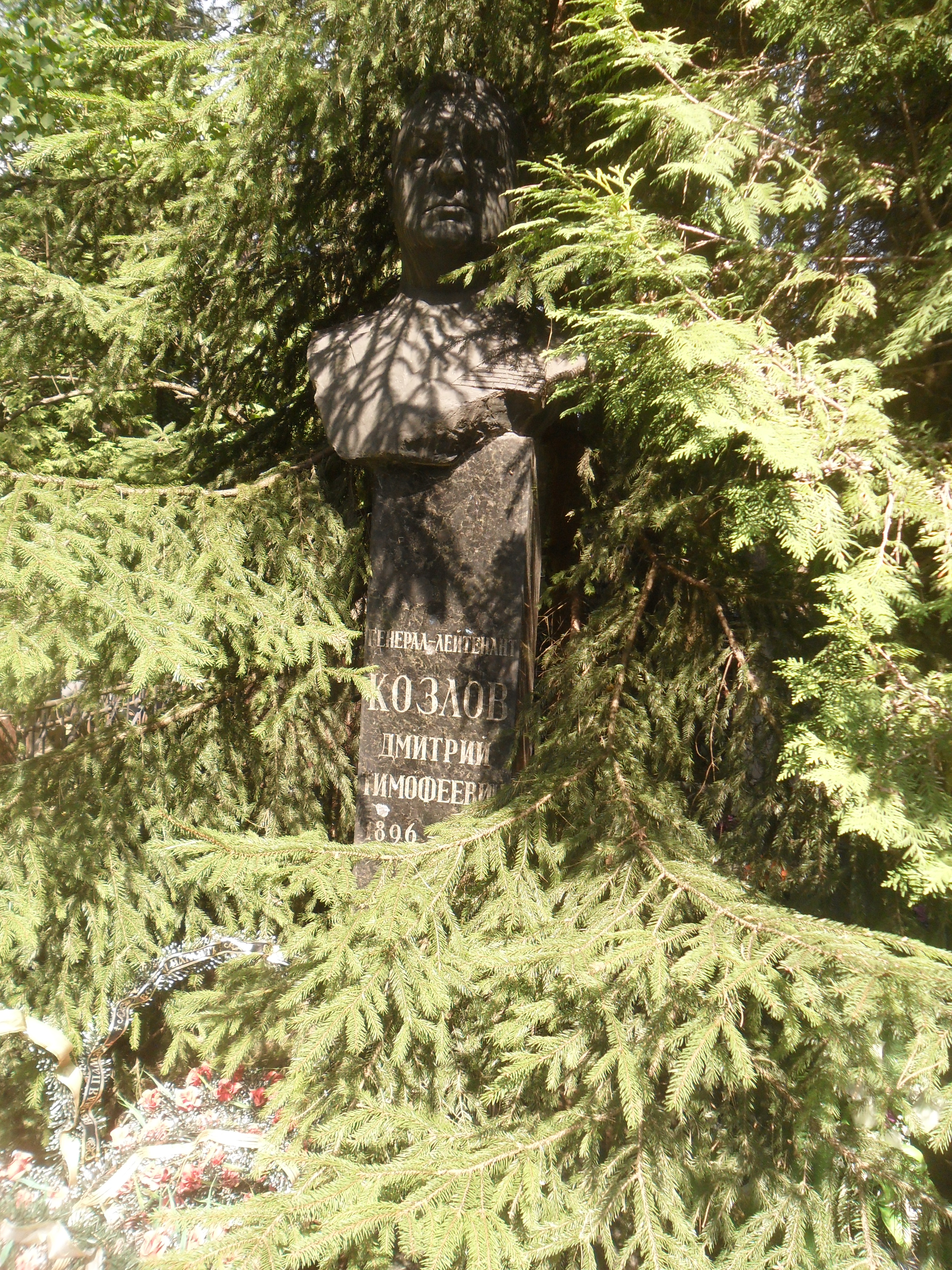
La tumba del teniente general Dimitri Kozlov en el cementerio oriental de Minsk.

Murió el 6 de diciembre de 1967 en Minsk y fue enterrado en el cementerio oriental de la ciudad.

## Promociones
- Komdiv (26 de noviembre de 1935).
- Komkor (29 de abril de 1940).
- Teniente general (4 de junio de 1940).
- Degradado a mayor general (4 de junio de 1942).
- Teniente general (19 de enero de 1943).[3]

## Condecoraciones
A lo largo de su carrera militar Dimitri Kozlov recibió las siguientes condecoraciones:
|  | Orden de Lenin, tres veces                                                                             |
|  | Orden de la Bandera Roja, cinco veces                                                                  |
|  | Medalla por la Defensa de Leningrado                                                                   |
|  | Medalla por la Defensa de Sebastopol                                                                   |
|  | Medalla por la Defensa de Stalingrado                                                                  |
|  | Medalla por la Defensa del Cáucaso                                                                     |
|  | Medalla por la Victoria sobre Alemania en la Gran Guerra Patria 1941-1945 (1945)                       |
|  | Medalla por la Victoria sobre Japón                                                                    |
|  | Medalla Conmemorativa del 20.º Aniversario de la Victoria en la Gran Guerra Patria de 1941-1945 (1965) |
|  | Medalla del 20.º Aniversario del Ejército Rojo de Obreros y Campesinos (1938)                          |
|  | Medalla del 30.º Aniversario de las Fuerzas Armadas de la URSS                                         |
|  | Medalla del 40.º Aniversario de las Fuerzas Armadas de la URSS                                         |
|  | Medalla Conmemorativa del 250.º Aniversario de Leningrado                                              |
|  | Cruz de la Guerra de Checoslovaquia (1939 - 1945)                                                      |
|  | Orden de la Bandera Roja (Mongolia)                                                                    |